# Necronomicon: The Dawning of Darkness
Necronomicon: The Dawning of Darkness — компьютерная игра 2001 года в жанре квеста от первого лица. Игра основана на творчестве известного писателя Говарда Филлипса Лавкрафта и его книге Некрономикон. Сценарий игры придуман Annick Lemailler.

## Сюжет
Главный герой игры Уильям Стэнтон получает посылку в его доме в Провиденс от своего друга Эдгара Уичерли странный артефакт с просьбой хранить его и никому не давать — даже самому Эдгару. Вскоре к Уильяму приходит доктор Эглтон и интересуется здоровьем Эдгара. Заинтересовавшийся этими происшествиями Уильям начинает расследование в поисках информации о странном артефакте и деяниях Эдгара. Уильям узнаёт о странных происшествиях, которые происходили с Эдгаром и его предком — судовладельцем Грегори Хершелом. Наконец, Уильям выясняет о мистическом происхождении артефакта и оккультных связях Эдгара и его предкa.

## Игровой процесс
Геймплей игры сводится к передвижениям персонажа из одной локации в другую, разговоров с различными людьми и выполнения определённых действий. Управление игрой осуществляется посредством использования курсора мыши, который, при наведении на играбельно значимый объект, изменяет свои структуру и образ. Материальное окружение персонажа является статическим.

## Критика
На сайте Puntaeclicca игра получила смешанные отзывы. На сайте JeuxVideo игра получила 14 из 20 баллов. На сайте gry-online игра получила 6,5 баллов. На сайте Adventure Classic Gaming игра получила 3 из 5 баллов, рецензент отмечал влияние Лавкрафта. На сайте All Game Guide игра получила 22 из 40 баллов и также было отмечено влияние Лавкрафта.